# Graphe de Paley
En théorie des graphes, un graphe de Paley est un graphe dense et non orienté. Ses sommets sont les éléments d'un corps fini, où deux sommets sont reliés si et seulement si leur différence est un résidu quadratique. Ces graphes doivent leur nom au mathématicien anglais Raymond Paley.

## Propriétés et utilisations
Les graphes de Paley forment une famille infinie de graphes de conférence, ce qui permet d'obtenir une famille infinie de matrices de conférences symétriques. Les graphes de Paley permettent d'appliquer les outils de la théorie des graphes à la théorie des nombres, et ont aussi des propriétés remarquables qui les rendent intrinsèquement utiles en théorie des graphes.